# Subantarktyka

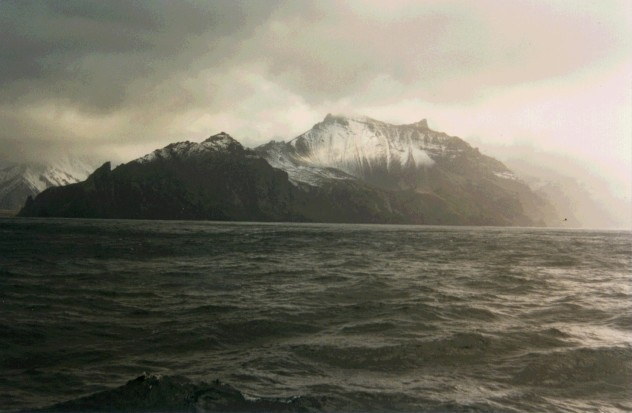
Wybrzeże jednej z wysp Crozeta

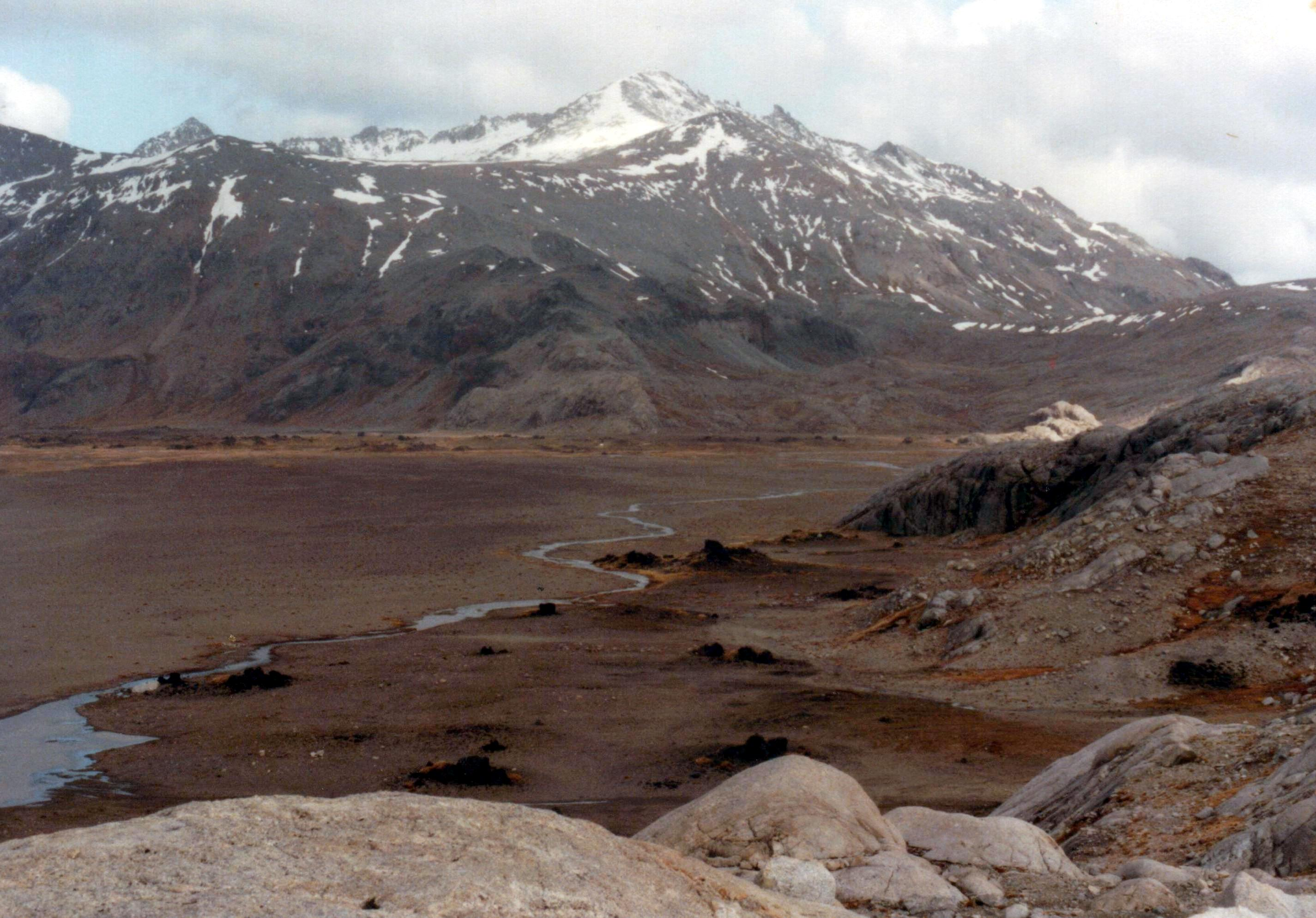
Krajobraz półwyspu Rallier du Baty na subantarktycznej Wyspie Kerguelena

Subantarktyka – region na półkuli południowej sąsiadujący od południa z Antarktyką. Obejmuje wyspy położone na południowym Oceanie Atlantyckim, Indyjskim i Spokojnym o chłodnym, wybitnie morskim klimacie subpolarnym.

## Granice
Do subantarktyki należy obszar położony na północ od strefy konwergencji antarktycznej, w pasach "wyjących pięćdziesiątek" i "ryczących czterdziestek". Współczesna definicja, ustanawiająca równoleżnik 60°S jako północną granicę Oceanu Południowego i Antarktyki, sprawia, że obszar na południe od strefy konwergencji antarktycznej, ale na północ od tego równoleżnika, także jest zaliczany do subantarktyki.

## Wyspy subantarktyczne
Do wysp subantarktycznych zalicza się:
| - Falklandy, - Georgia Południowa, - Sandwich Południowy, - Wyspa Bouveta, - Wyspy Crozeta, - Wyspy Heard i McDonalda, - Wyspy Kerguelena, - Wyspy Księcia Edwarda, | - Wyspa Macquarie, - Nowozelandzkie Wyspy Subantarktyczne: - Wyspy Auckland, - Wyspy Antypodów, - Wyspy Bounty, - Wyspy Campbella, - Wyspy Snares. |

## Fauna i flora
Zwierzęta subantarktyki reprezentują antarktyczną krainę zoogeograficzną. Są to zwierzęta morskie, spośród których na wyspach najczęściej spotykane są ptaki morskie oraz płetwonogie.
Rośliny wysp subantarktycznych należą do państwa holantarktycznego. Flora jest bardzo uboga, nie występują żadne drzewa. Rośliny tworzą specyficzną formację określaną jako tundra subantarktyczna.